# Naissaari
Naissaari är en ö i Finland. Den ligger i vattendraget Vaajanvirta och i kommunen Jyväskylä i den ekonomiska regionen  Jyväskylä ekonomiska region  och landskapet Mellersta Finland, i den södra delen av landet, 240 km norr om huvudstaden Helsingfors. Öns area är 4,6 hektar och dess största längd är 430 meter i nord-sydlig riktning.